# Praia de Jericoacoara
Jericoacoara é uma praia localizada na vila homônima, no município de Jijoca de Jericoacoara, no estado do Ceará, no Brasil. Está localizada a 295  km a oeste da capital do estado, Fortaleza. Foi eleita em 1994 pelo jornal estadunidense The Washington Post uma das dez praias mais bonitas do planeta. Em 2014, foi eleita pelo Huffington Post a quarta melhor praia da Terra. É um dos locais mais frequentados por praticantes de windsurfe no país. A praia é parte integrante do Parque Nacional de Jericoacoara.

## Etimologia
"Jericoaquara" é um termo da língua tupi e significa "toca das tartarugas-marinhas", por meio da junção dos termos îurukûá (tartaruga-marinha) e kûara (toca).

## História

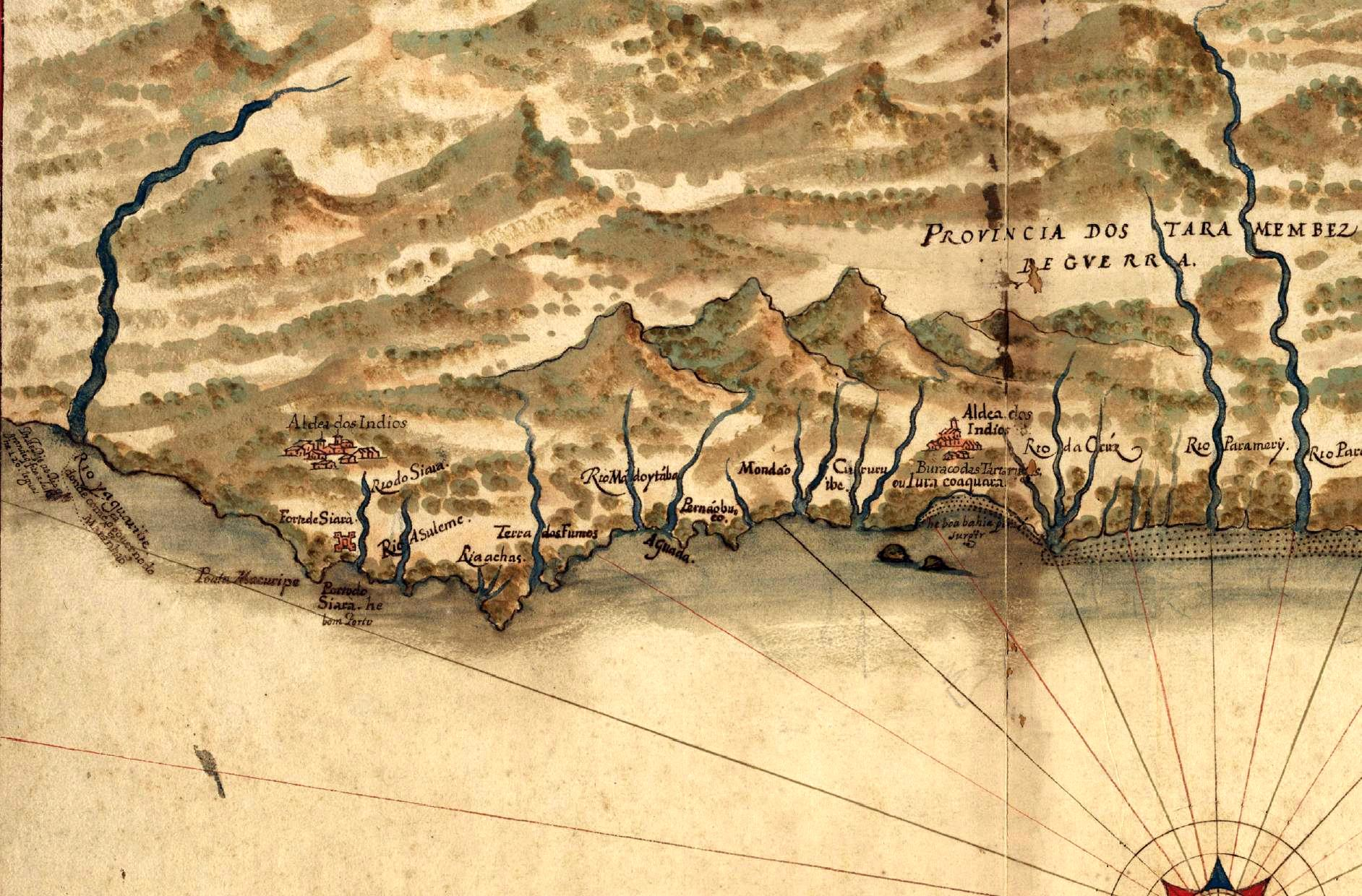
Mapa do Ceará de 1629, que mostra a "Toca das Tartarugas" ou "Iuracoaquara", antiga denominação do local.

A praia foi registrada no mapa do Ceará de João Teixeira Albernaz, o Velho, de 1629. Até 1985, a praia era habitada somente por pescadores e era isolada do resto do mundo. A partir de então, foi descoberta pelo turismo. Em 1994, foi eleita pelo jornal The Washington Post como uma das dez mais bonitas do mundo. Em 1997, foi cenário para o internacionalmente premiado A Ostra e o Vento. Em 1998 foi cenário  da novela Meu Bem Querer.

## Atrações
- Pedra Furada
- Duna do Pôr do Sol
- Igreja Nossa Senhora da Consolação
- Serrote
- Farol de Jericoacoara
- Campo das dunas